# Diocesi di Engativá
La diocesi di Engativá (in latino Dioecesis Engativensis) è una sede della Chiesa cattolica in Colombia suffraganea dell'arcidiocesi di Bogotà. Nel 2023 contava 1.700.000 battezzati su 2.650.000 abitanti. È retta dal vescovo Germán Medina Acosta.

## Territorio
La diocesi comprende la località di Engativá e parte di quella di Suba nel distretto federale di Bogotà, capitale della Colombia, e il comune di Cota del dipartimento di Cundinamarca.
Sede vescovile è la località di Engativá, dove si trova la cattedrale di San Giovanni Battista della Strada.
Il territorio si estende su una superficie di 132 km² ed è suddiviso in 72 parrocchie, raggruppate in 3 vicariati e 10 arcipresbiterati.

## Storia
La diocesi è stata eretta il 6 agosto 2003 con la bolla Ad efficacius providendum di papa Giovanni Paolo II, ricavandone il territorio dall'arcidiocesi di Bogotà.

## Cronotassi dei vescovi
Si omettono i periodi di sede vacante non superiori ai 2 anni o non storicamente accertati.
- Héctor Luis Gutiérrez Pabón † (6 agosto 2003 - 26 giugno 2015 ritirato)
- Francisco Antonio Nieto Súa (26 giugno 2015 - 29 giugno 2024 ritirato)
- Germán Medina Acosta, dal 29 giugno 2024

## Statistiche
La diocesi nel 2023 su una popolazione di 2.650.000 persone contava 1.700.000 battezzati, corrispondenti al 64,2% del totale.
| anno | popolazione | popolazione | popolazione | presbiteri | presbiteri | presbiteri | presbiteri                | diaconi | religiosi | religiosi | parrocchie |
| anno | battezzati  | totale      | %           | numero     | secolari   | regolari   | battezzati per presbitero | diaconi | uomini    | donne     | parrocchie |
| ---- | ----------- | ----------- | ----------- | ---------- | ---------- | ---------- | ------------------------- | ------- | --------- | --------- | ---------- |
| 2003 | 1.140.000   | 1.332.728   | 85,5        | 71         | 49         | 22         | 16.056                    |         | 22        | 46        | 48         |
| 2004 | 1.100.000   | 1.332.728   | 82,5        | 70         | 30         | 40         | 15.714                    | 10      | 100       | 70        | 52         |
| 2006 | 1.119.000   | 1.356.000   | 82,5        | 94         | 59         | 35         | 11.904                    | 16      | 97        | 84        | 55         |
| 2013 | 1.266.000   | 1.484.000   | 85,3        | 82         | 46         | 36         | 15.439                    | 27      | 93        | 44        | 62         |
| 2016 | 1.669.000   | 2.124.000   | 78,6        | 157        | 92         | 65         | 10.630                    | 36      | 260       | 236       | 64         |
| 2019 | 1.576.816   | 2.153.420   | 73,2        | 181        | 106        | 75         | 8.711                     | 36      | 179       | 286       | 66         |
| 2021 | 1.607.660   | 1.936.700   | 83,0        | 188        | 113        | 75         | 8.551                     | 36      | 185       | 286       | 66         |
| 2023 | 1.700.000   | 2.650.000   | 64,2        | 187        | 114        | 73         | 9.090                     | 41      | 174       | 194       | 72         |